# Cinecentrum Hilversum

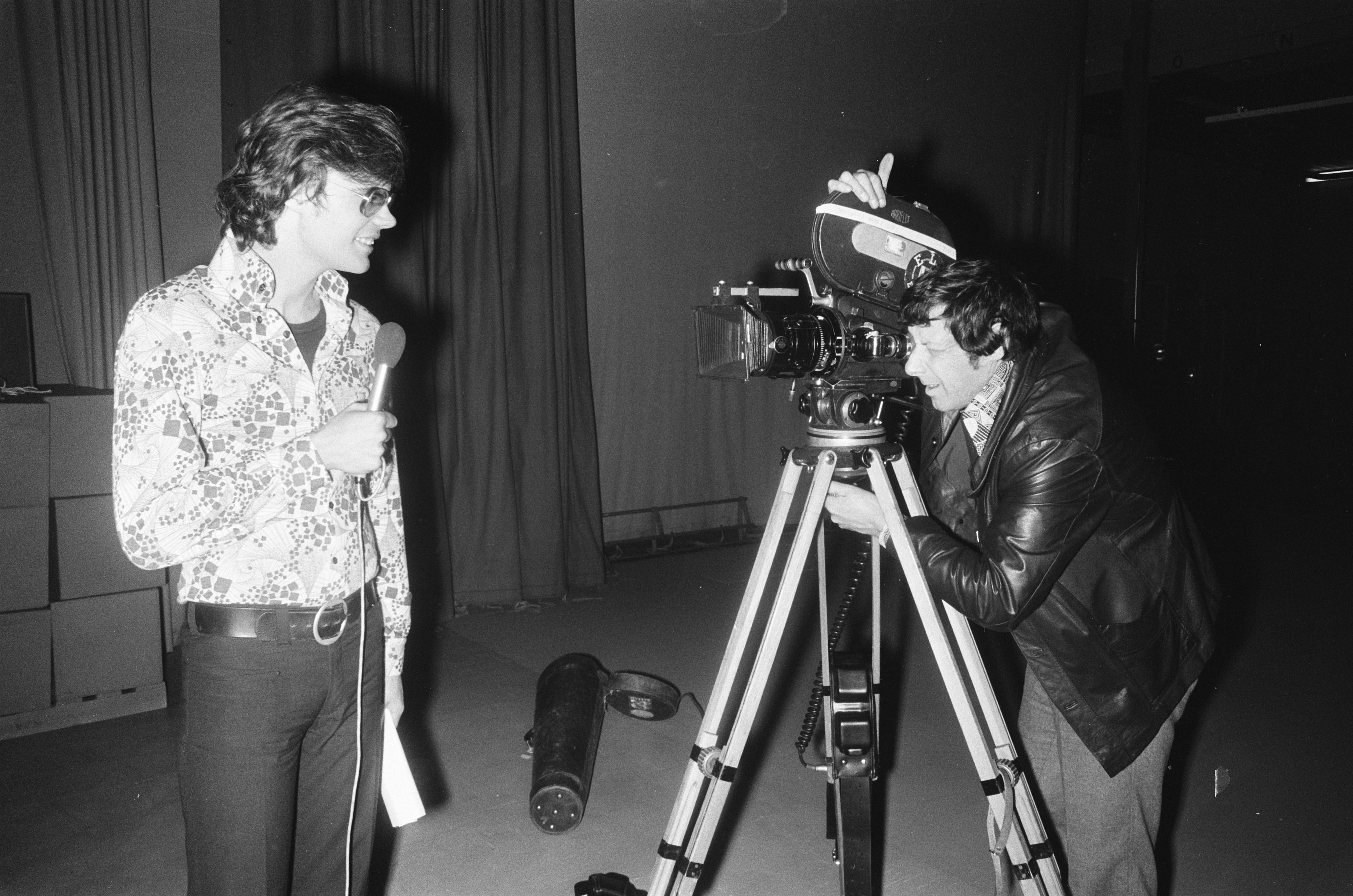
Toppop-presentator Ad Visser voor de filmcamera van Cinecentrum in 1975

Cinecentrum Hilversum was een Nederlands filmbedrijf, dat ontstond uit een samenwerkingsverband van Profilti, Polygoon, Interfilm en Multifilm, en werd in 1956 opgericht in Hilversum. Het concern omvatte een aantal dochterbedrijven, zoals Video-Hilversum, Polygoonjournaal en Cinetone. In 1984 ging het op in het bedrijf Multi Media en hield het op in naam te bestaan.

## Geschiedenis
Doordat in veel Nederlandse huishoudens het televisietoestel zijn intrede had gedaan, werd het bioscoopbezoek steeds minder, waardoor de behoefte ontstond een samenwerkingsverband tussen Profilti, Polygoon, Interfilm en Multifilm aan te gaan en een bedrijf op te richten, dat onder meer de dagelijkse journaals voor de uitzendingen van de NTS op dezelfde dag nog de televisie van beeld en geluid kon voorzien, en het Polygoonjournaal, dat nog tot 1988 bleef bestaan, kon blijven produceren.
N.V. Cinecentrum werd ondergebracht in villa Heuvelhoeve aan de ’s-Gravelandseweg 80, terwijl de afzonderlijke delen van het bedrijf zich vestigden in villa’s aan de ’s-Gravelandseweg (nrs. 78, 78a en 80) en de Steynlaan (nrs. 1, 3, 5 en 9) en – wat verderop – aan de Catharina van Renneslaan (nr. 20). 
De officiële opening vond plaats op 28 april 1959, hoewel er al vanaf medio 1958 gewerkt werd door diverse afdelingen. In het 1,5 hectare grote complex werden onder meer drie geluidstudio’s voor de nasynchronisatie van films, twee ruimtes voor de voorbereiding van de nasynchronisatie, vier projectie- en negen montageruimtes, een ’veelzijdig’ lampenpark en een onderhouds- en revisiewerkplaats voor camera’s en filmbewerkingsmachines ondergebracht. Zo’n driehonderd medewerkers verrichtten hier hun werkzaamheden.
Er werden in opdracht van de omroepen door filmteams door het hele land opnamen gemaakt. Niet alleen het dagelijks NTS- en later het NOS-Journaal, alle actualiteitenrubrieken, maar ook muziek- en toeristische programma’s, en een aantal Nederlandse televisieseries werden grotendeels vanuit Cinecentrum geproduceerd.

Aan de Catharina van Renneslaan 20 werd villa Wisseloord tot eerste volwaardige televisiestudio buiten de NOS ingericht.
Vanaf november 1976 kreeg het bedrijf concurrentie van mobiele videorecorders met bijbehorende videocamera die de NOS had aangeschaft voor reportages.  De videoapparatuur werd binnen een paar jaar steeds handzamer, beter en er ontstond nog meer concurrentie van nieuwe videoproducenten. Het vaste contract dat de NOS met Cinecentrum had werd per augustus 1981 beëindigd aangezien de 16mm-filmcamera nog maar weinig gebruikt werd door de omroepen. Het verlies van de belangrijkste klant betekende feitelijk het einde van van het bedrijf.
In 1984 werd een nieuw audiovisueel bedrijf, Meta Media, opgericht als opvolger van Cinecentrum en de dochterbedrijven, met als doel het bedrijf uit de continuïteitsproblemen te halen en een van de grotere audiovisuele bedrijven te worden. Het Hilversumse Filmcentrum, twee uitgeverijen, een participatiemaatschappij en enkele particulieren namen deel in het nieuwe bedrijf. Het zou zich gaan richten op de geïnstitutionaliseerde- en consumentenmarkt, maar in oktober 1984 vielen de eerste ontslagen en begon de ontmanteling van het grote filmbedrijf.

Eind jaren tachtig verhuisden het laboratorium en de geluidsafdeling naar Amsterdam (nu: Meta Sound), en werden later gevolgd door de andere afdelingen.
Het bedrijf had een eigen bedrijfskrant, de Fade In nieuwsbrief.

## Indeling en productie
Cinecentrum bestond uit de productiegroepen: 
- Cine Cartoon Center
- Interfilm
- Multifilm
- Polygoon
- Profilti
- Telefilm

Later kwam daar Polyvisie als audiovisuele uitgeverij bij.
Zij maakten:
- bedrijfsfilms
- bioscoopreclamefilms
- documentaires
- journaals
- speelfilms
- televisiefilms
- tv-spots
- filmstrips
- dia’s
- stereo-dia’s

De laboratoria boden de mogelijkheden: 
- ontwikkelen en kopiëren van 16- en 35mm-films zowel in kleur als in zwart-wit
- lakken (verstevigen van het filmmateriaal)
- stripen (voorzien van magnetisch geluidspoor)
- montage en projectie
- synchronisatie
- teken- en trucwerk
- voettitelen (ondertitelen)

## Producties
Voorbeelden van enkele producties:
- Polygoonjournaals
- Kermis in de regen (speelfilm, 1962); regie Kees Brusse
- NTS-Jeugdjournaal De Verrekijker
- Strips met dia’s over de Kon-Tiki expeditie van Thor Heyerdahl
- Dia-series met hoogtepunten uit het Apollo-project
- Barbapapa (tekenfilms)
- Walt Disney’s Pete’s Dragon vertaald en nagesynchroniseerd als Peter en de Draak (1978)
- Pinkeltje (speelfilm, 1978); werd voor het eerst opgenomen met de chroma-keytechniek[5] op ampex banden, en later in de VS overgezet op 35mm-film.

## Nieuwe bestemming
De verlaten gebouwen, die niet onder monumentenzorg vielen, werden in 1988 gesloopt, wat de herinrichting van het terrein inluidde. Er werd een plan opgesteld tot de bouw van het Gravestaete Office Park. Dit plan strandde echter doordat diverse partijen zich terugtrokken. In 1997 besloten de AVRO, KRO en NCRV tot de bouw van een studio, het AKN-gebouw, op de vrijgevallen grond.